# Hamza Yacef
Hamza Yacef (en arabe : حمزة ياسف), né le 25 août 1979 à Alger, est un footballeur international algérien.
Il compte 9 sélections en équipe nationale entre 2005 et 2008.

## Biographie
Hamza Yacef connaît sa première sélection en équipe nationale A d'Algérie le 5 juin 2005 face à l'Angola. Cet attaquant a été formé à l'USM Alger, avec qui il gagne deux fois la Coupe d'Algérie, puis est transféré au NA Hussein Dey, avant de signer à la Jeunesse sportive de Kabylie en juin 2005.
Hamza Yacef est né le 25 août 1979 à la Casbah d'Alger, un quartier populaire de la capitale de l'Algérie, où le football est l'unique refuge pour la jeunesse. Étant l’aîné d’une famille nombreuse, dont le père arrive difficilement à joindre les deux bouts, Hamza a eu le sens des responsabilités très jeune. À quatorze ans, il quitte l’école pour subvenir aux besoins de sa famille. Il enchaîne alors les "petits" boulots (de nuit il ficelle les journaux tout juste sortis des rotatives dans une imprimerie, le jour il est docker sur le port d'Alger), et mène une vie difficilement conciliable avec le sport et les loisirs. Cela ne l'empêche pas de remporter un titre de champion d'Algérie cadet de judo.
C'est pourtant vers le football qu'il s'oriente définitivement, en signant une licence au profit de l'USM Alger. Les dirigeants de l’USM Alger, convaincus de son immense talent, lui octroient un salaire mensuel de 5000 DA. C’est peu, mais à l’époque cela le contente suffisamment. « Jeune, j’ai vraiment galéré, notamment au début. Mais je devais le faire par obligation, car ma famille était dans le besoin et il fallait que j’aide mon père, que Dieu ait son âme, d’autant plus que je suis l’aîné de mes frères. C’était très dur pour moi, surtout au début, du fait que je travaillais la nuit, mais les dirigeants de l’USMA, qui tenaient beaucoup à moi, m’ont bien aidé », avoue-t-il. L’enfance difficile vécue par Hamza Yacef a forgé en lui un mental d'acier et un caractère fort, qui firent de lui une star du football algérien.
Il fut surnommé Yacef "TRICITI" pour sa capacité de dribble associée à une vitesse d'exécution rare.

## Carrière
- 1997 - 2001 : USM Alger
- 2001 - 2005 : NA Hussein Dey
- 2005 - Juin 2007 : JS Kabylie
- Juin 2007 - Janvier 2008 : Wydad de Casablanca
- 2008 - 2009 : MC Alger
- 2009 - 2010 : MSP Batna
- 2010- : CS Constantine
- 2011- : Batna

## Palmarès
- Champion d'Algérie 2006 avec la Jeunesse sportive de Kabylie
- Vice-champion d'Algérie 1998 et 2001 avec l'USM Alger
- Vainqueur de la Coupe d'Algérie 1997 et 1999 avec l'USM Alger
- 5 sélections en équipe d'Algerie A (au 1er janvier 2006)
- Champion du Ligue 2 en 2011 avec le CS Constantinois.

## Distinctions personnelles
- l'Etoile d'Or du meilleur footballeur algérien de la saison 2005/2006[1]
- Vice meilleur buteur de la Ligue des Champions d'Afrique 2006